# Ràtzia de 842
La ràtzia de 842 fou una campanya del valiat de l'Àndalus contra la marca Hispànica.

## La ràtzia
Abd al-Rahman II dirigí una expedició contra les terres el regne Franc dirigida per Ubayd Allah ibn Abd Allah al-Balansí, amb una avançada de Mussa ibn Mussa ibn Fortun aprofitant la seva guerra civil que va conduir a la batalla de Fontenoy-en-Puisaye el 841. Els musulmans travessaren la plana de Vic per travessar els pirineus. Els francs, comandats per Sunifred I encerclaren els musulmans en algun punt entre la Cerdanya i Narbona, possiblement a les gorges de Ribes de Freser abans d'arribar a la Collada de Toses i els francs sortiren victoriosos.

## Conseqüències
Mussa ibn Mussa ibn Fortun, que se sentí abandonat per l'emir després de la seva derrota a la batalla de Ribes es va rebel·lar contra Abd al-Rahman II per una disputa personal amb al-Mutarrif, fill de l'Emir, per haver-se quedat a seva fortalesa d'Arnedo i no anar personalment a una ràzzia contra Pamplona, enviant al seu fill Furtun. Al seu retorn Còrdova va nomenar valí de la Marca de Saraqusta a Harit ibn Bazí, a qui va enviar conta Mussa.
Harit va vèncer prop de Borja a Mussa, que va escapar a Tudela, fou assetjat i va salvar la vida a canvi del lliurament de la plaça fugint a Arnedo, on va ser novament assetjat per Harit. Mussa va demanar l'ajuda de Garcia I de Pamplona i junts van atacar Harit amb la cavalleria, derrotant-lo a prop de Calahorra i fent-lo presoner.
L'any següent Mussa va concertar l'amnistia amb l'emir i va alliberar els presoners, que es van unir a l'exèrcit musulmà per dur a terme una expedició de càstig contra els navarresos. L'emir va signar després la pau amb Garcia I, però tant aquest com Mussa ibn Musa van trencar els pactes, provocant la més violenta campanya de l'emir cordovès sobre les terres de Pamplona. Mussa va dirigir la cavalleria en la defensa i la batalla va tenir lloc a finals de juliol de 843, amb victòria d'Abd al-Rahman, mentre que Mussa va haver de fugir a peu després d'haver perdut el seu cavall. L'any següent Mussa es va sotmetre a Tudela el fill de l'emir, Muhammad i va prendre part del costat musulmà en una nova campanya contra Pamplona.